# Pentanisia
Pentanisia  es un género con 20 especies de plantas con flores perteneciente a la familia de las rubiáceas.
Es nativo de las regiones tropicales de África y Madagascar.

## Taxonomía
El género fue descrito por William Henry Harvey y publicado en London Journal of Botany 1: 21. 1842.

## Especies seleccionadas
- Pentanisia angustifolia (Hochst.) Hochst. (1844).
- Pentanisia annua K.Schum. in O.Warburg (ed.) (1903).
- Pentanisia arenaria (Hiern) Verdc. (1952).